# Stedten (Ilm)
Stedten (Ilm) (frühere Schreibweisen auch Stedten an der Ilm, ehemaliger offizieller Gemeindename Stedten/Ilmtal) ist ein Ortsteil der Stadt Kranichfeld im Landkreis Weimarer Land im Mittleren Ilmtal in Thüringen. Stedten hat rund 500 Einwohner, davon ca. 100 in Alt-Stedten und ca. 400 in Neu-Stedten.

## Geographie
Stedten liegt am linken Ufer der Ilm an einem zum Reinhardsberg (Ilm-Saale-Platte) ansteigenden Hang. Die mittlere Höhenlage beträgt 330 m ü. NN (Zentrale Bushaltestelle). Stedten ist die westlichste Siedlung im Landkreis Weimarer Land.

### Ortsgliederung
Stedten ist Ortsteil der Stadt Kranichfeld und offiziell-administrativ nicht weiter gegliedert. Ortsüblich ist die Unterscheidung von Alt-Stedten (das alte Dorf) und Neu-Stedten (die ab 1992 entstandene Siedlung). Innerhalb von Alt-Stedten werden aus der Geschichte heraus (verschiedene Herrschaftszugehörigkeiten) noch das Oberdorf und das Unterdorf unterschieden.

## Geschichte
1923 wurde Stedten erstmals nach Barchfeld an der Ilm eingemeindet, wurde aber schon 1924 wieder selbstständig. Am 1. Januar 1976 wurde die Gemeinde Stedten/Ilmtal erneut in die Gemeinde Barchfeld a.d. Ilm eingegliedert, die wiederum am 9. April 1994 in die Stadt Kranichfeld eingemeindet wurde.

## Religionen
In Stedten gibt es eine kleine evangelisch-lutherische Gemeinde an der Kirche St. Eckard, die zum Pfarramt Kranichfeld gehört.

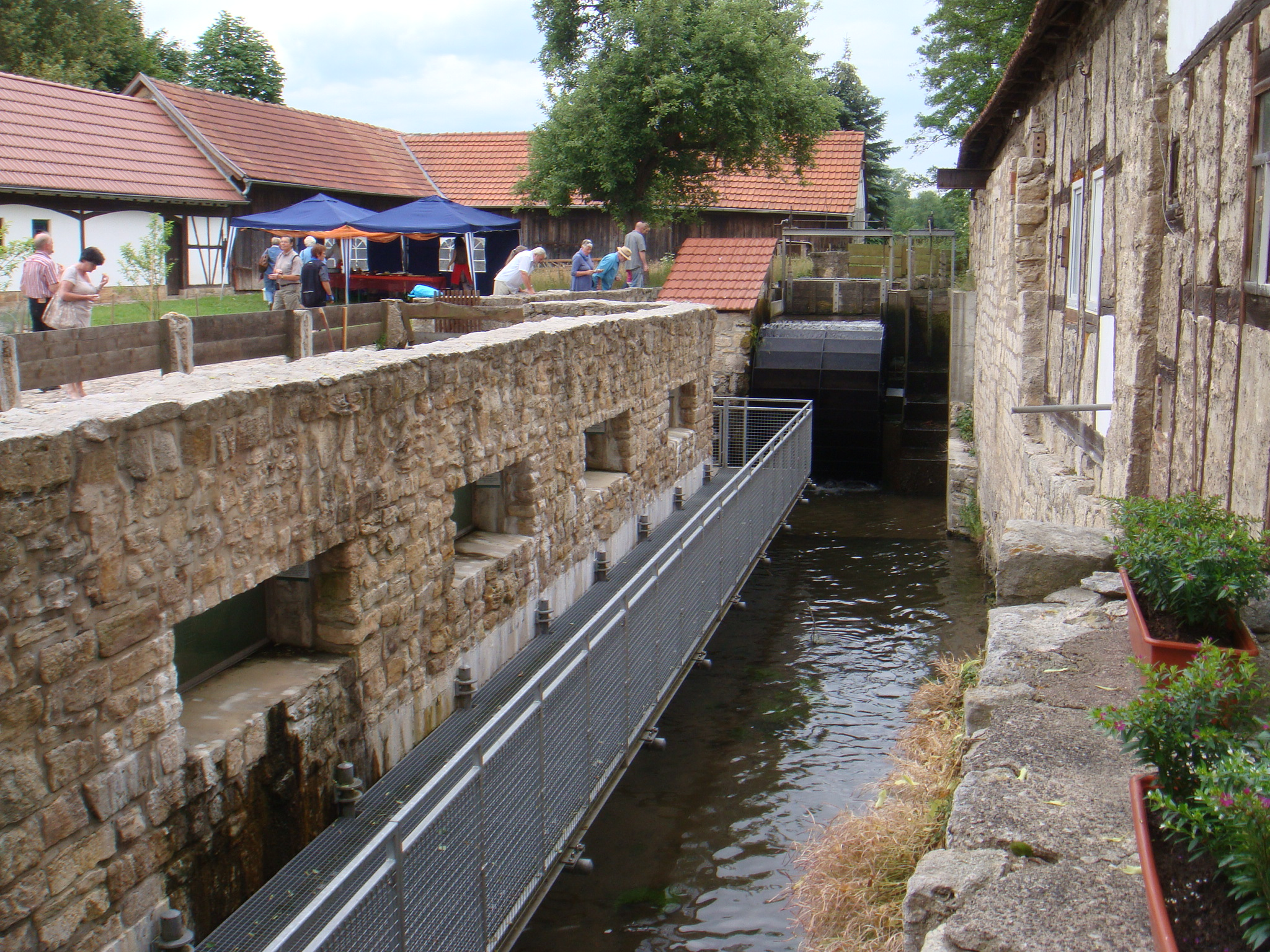
Ilm-Mühle mit oberschlächtigem Mühlrad

## Wirtschaft
Jahrhundertelang war der Ort durch Landwirtschaft und Waidgewinnung geprägt, die Stedtener Mühle hatte eine gewisse überlokale Bedeutung. Daneben wurde (überwiegend neben der Landwirtschaft) Korbmacherei betrieben, der letzte Korbmacher stellte seine Arbeit Anfang der 1990er Jahre ein. Im 20. Jahrhundert zunehmend Erwerbspendler (vor allem nach Kranichfeld und Weimar). Es gibt einen Kindergarten und mehrere meist nebenberufliche Fremdenverkehrsbetriebe (Ferienwohnungen, Gaststätte).

### Verkehr
Stedten hat eine ruhige Lage abseits der Landesstraße 3087 Ilmenau–Bad Berka, einem früheren Teilstück der B 87. Die  Kreisstraße 519 verbindet Stedten mit Barchfeld und der L 3087. Die Direktverbindung nach Kranichfeld ist für den Kraftverkehr gesperrt und Teil des Ilmtal-Radwegs. Busverbindungen bestehen von und nach Barchfeld, Kranichfeld, Bad Berka und Blankenhain, die jedoch saisonbedingt nicht täglich bestehen (i. d. R. an Schultagen).

### Ansässige Unternehmen
Im Ort sind keine größeren Firmen ansässig, aber einzelne private Landwirtschaften (vor allem Pferde), kleinere Handwerksbetriebe (Bau) und Dienstleistungen (Friseur, Gaststätte, Ferienvermietung).

## Öffentliche Einrichtungen
Es existiert ein Kindergarten und ein Bürgerhaus (für dorfgemeinschaftliche und private Veranstaltungen).

## Kultur und Sehenswürdigkeiten

### Bauwerke
Sehenswert sind die Dorfkirche St. Eckard, die wiederhergestellte Stedtener Mühle und einige unter Denkmalschutz stehende Bauernhöfe. Von der Waidgewinnung im Mittelalter zeugt der Waidstein auf dem Dorfanger.
Die kleine evangelische Dorfkirche St. Eckard gehört zu den ältesten der Gegend. Eine erhalten gebliebene Sakramentsnische hinter dem Altar belegt, dass die Kirche schon vor der Reformation gestanden hat. Die Kunstführer geben als Entstehung das 15. Jahrhundert an, aber auch ein noch früherer Erstbau in der vermutlich seit dem 12. Jahrhundert bestehenden Siedlung ist nicht ausgeschlossen. Der Name St. Eckard stammt ebenfalls noch aus katholischer Zeit. Mit der Einführung der Reformation in Kranichfeld wurde Stedten 1529 evangelisch. Erwähnenswert sind die noch relativ gut erhaltene Bemalung der Kanzel, der Emporen und der Holzdecke (sogenannter Bauernbarock), eine 2001 restaurierte gotische Pieta (Mariendarstellung) und der Taufstein mit Liliendekor von 1575.

### Vereine
Seit den 1970er Jahren existierte der Dorfclub Stedten/Ilm, der sich in den 1990er Jahren in Feuerwehrverein Stedten/Ilm umbenannte. Seit 2015 ist der Verein gemeinnützig und kümmert sich ehrenamtlich um den dort vorhandenen Spielplatz und ist für die Ausrichtungen verschiedener Veranstaltungen (Maibaumsetzen, Waldfest, Kinderfest usw.) zuständig.

### Regelmäßige Veranstaltungen
- 2003 fand mit dem Stedtener Traktortreffen erstmals ein überlokal bedeutsames großes Volksfest statt, das nach Absicht der (privaten) Initiatoren zweijährlich wiederholt werden soll.
- Einmal findet im Sommer das so genannte Waldfest auf der Waldbühne (ein Open-air-Tanzabend mit Livemusik) statt.
- In der Kirche St. Eckard finden gelegentlich kleine Konzerte statt.
- Das Heufest und das Brunnenfest in Alt-Stedten sind kleine Volksfeste der Dorfbewohner.
- Zwischen 1884 und 1944 wurde ein eigenes Rosenfest gefeiert.
- Seit 2017 findet auf der Waldbühne einmal im Jahr „Rock am Wald“ statt. Das Fest dauert zwei Tage. Es treten verschiedene Rockbands auf, unter anderem die AC/DC COVERBAND „She's got Balls“

### Freizeit- und Sportanlagen
Sportplatz (Bolzplatz), Kinderspielplatz, Gaststätte, Bürgerhaus, Waldbühne, Wanderwege, Ilmtal-Radweg.

## Persönlichkeiten
- Von 1944 bis zu seinem Tode 1971 lebte in Stedten der Hochseilartist Camilio Mayer. Mayer war in seiner Zunft weltbekannt, trat auf allen Kontinenten auf und arbeitete in den 60er Jahren als Lehrmeister der Gothaer Hochseiltruppe Geschwister Weisheit. Zu seiner Hochseiltruppe gehörten mehrere Stedtener und Kranichfelder, darunter Annemarie Füldner-Mayer alias Camilla Mayer, seine Ehefrau und Hochseilpartnerin. Das Grab von Camilio Mayer befindet sich auf dem Stedtener Friedhof, in seinem ehemaligen Wohnhaus befindet sich heute eine Hundepension.

## Weblinks

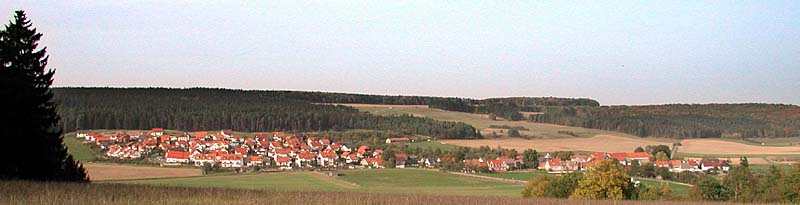
Blick auf Stedten (links: Neu-Stedten, rechts: Alt-Stedten)